# Isaak ben Josef ibn Polegar
Isaak ben Josef ibn Polegar war ein im Spanien des frühen 15. Jahrhunderts lebender und wirkender jüdischer Gelehrter.
In seiner Schrift ezer ha-dat („Hilfe der Religion“) versuchte er, gegenüber dem Christentum (vor allem gegenüber den Schriften des Alfonso de Valladolid) die absolute Verbindlichkeit, Unaufhebbarkeit und Überlegenheit der Tora herauszustellen. Er verwies nachdrücklich auf die offensichtlich noch nicht erfolgte Erlösung und wies die Behauptung zurück, das unglückliche Geschick des Judentums sei ein Beweis für die Verwerfung Israels durch Gott. In der besonderen Situation des spanischen Judentums schien es angemessen, die Existenzberechtigung der jüdischen Religion grundsätzlich auf diese Weise zu untermauern.